# Marcel Ranjeva
Marcel Ranjeva (né en 1944), est un général de corps d'armée malgache. 
Il a été ministre de la Défense Nationale de 1996 à 2002 sous le président Didier Ratsiraka puis ministre des Affaires Étrangères de 2002 à 2009 sous le président Marc Ravalomanana. 
Saint-Cyrien de la promotion « Lieutenant-colonel Driant » (1965-1967), Marcel Ranjeva est Grand croix de 2e classe de la République Malgache. 
Il a également été élevé à la dignité de Grand officier de la Légion d'Honneur le 15 juin 2006. La décoration lui fut remise au cours d'une cérémonie intime à l'École militaire par le général d'armée Henri Bentégeat, chef d'état-major des armées, qui fut son condisciple à Saint-Cyr.